# Crossotus barbatus
Crossotus barbatus är en skalbaggsart som beskrevs av Gerstaecker 1871. Crossotus barbatus ingår i släktet Crossotus och familjen långhorningar.
Artens utbredningsområde är:
- Kenya.
- Malawi.

Inga underarter finns listade i Catalogue of Life.